# Пау-дус-Феррус
Пау-дус-Феррус (порт. Pau dos Ferros) — муниципалитет в Бразилии, входит в штат Риу-Гранди-ду-Норти. Составная часть мезорегиона Запад штата Риу-Гранди-ду-Норти. Входит в экономико-статистический микрорегион Пау-дус-Феррус. Население составляет 27 663 человека на 2006 год. Занимает площадь 259,960 км². Плотность населения — 106,4 чел./км².
Праздник города — 4 сентября.

## История
Город основан в 1856 году.

## Статистика
- Валовой внутренний продукт на 2003 год составляет 68 327 062,00 реалов (данные: Бразильский институт географии и статистики).
- Валовой внутренний продукт на душу населения на 2003 год составляет 2594,93 реалов (данные: Бразильский институт географии и статистики).
- Индекс развития человеческого потенциала на 2000 год составляет 0,725 (данные: Программа развития ООН).